# Амос Ітон
Амос Ітон (англ. Amos Eaton, 17 травня 1776 — 10 травня 1842) — американський ботанік, міколог, зоолог, природознавець (натураліст), хімік, геолог, мінералог, педагог та адвокат.

## Біографія
Амос Ітон народився 17 травня 1776 року у містечку Чатгем у штаті Нью-Йорк.
У 1799 році він закінчив Вільямс-коледж. Амос Ітон оселився у Нью-Йорку і був адвокатом, але пізніше він відмовився від своєї адвокатської практики, щоб більше часу приділяти природничим наукам. Популярні лекції та твори Ітона надихнула численних мислителів, зокрема жінок, яких він закликав відвідувати його публічні лекції з експериментальної філософії. Амос Ітон опублікував також підручники з хімії, зоології та геології. Його найбільш значимий внесок у освіту полягає в тому, що він розробив теорію і методи викладання, які зосереджені на застосуванні науки до загальної мети життя. Заснував Політехнічний інститут Ренсселера.
Амос Ітон помер 10 травня 1842 року у місті Трой і там же був похований.

## Наукова діяльність
Амос Ітон спеціалізувався на папоротеподібних, мохоподібних, насіннєвих рослинах та на мікології.

## Наукові роботи
Амос Ітон публікував праці у галузі сільського господарства, ботаніки, техніки, геології, та зоологія.
- Art without Science (1800)
- Elementary Treatise on Botany (1810)
- Botanical Dictionary (1817)
- Manual of Botany (1817)
- Index to the Geology of the Northern States (1818)
- Geological and Agricultural Survey of the County of Albany, New York (1820)
- Chemical Notebook (1821)
- Chemical Instructor (1822)
- Cuvier's Grand Division (1822)
- Geological Nomenclature of North America (1822)
- Zoological Syllabus and Notebook (1822)
- Geological and Agricultural Survey of the District adjoining the Erie Canal (1824)
- Philosophical Instructor (1824)
- Botanical Exercises (1825)
- Botanical Grammar and Dictionary (1828)
- Geological Text-Books Prepared for Popular Lectures on North American Geology (1830)
- Directions for Surveying and Engineering (1838)
- Geological Text-Book for the Troy Class (1841)

## Почесті
Рід рослин Eatonia Raf. був названий на його честь.